# Metzneria agraphella
Metzneria agraphella is een vlinder uit de familie tastermotten (Gelechiidae). De wetenschappelijke naam is voor het eerst geldig gepubliceerd in 1895 door Ragonot.
De soort komt voor in Europa.